# Cantonul Alençon-3
Cantonul Alençon-3 este un canton din arondismentul Alençon, departamentul Orne, regiunea Basse-Normandie, Franța.

## Comune
| Comune       | Populație (1999) | Cod poștal | Cod INSEE |
| ------------ | ---------------- | ---------- | --------- |
| Alençon      | ...              | 61000      | 61001     |
| Cerisé       | ...              | 61000      | 61077     |
| Forges       | ...              | 61250      | 61175     |
| Larré        | ...              | 61250      | 61224     |
| Radon        | ...              | 61250      | 61341     |
| Semallé      | ...              | 61250      | 61467     |
| Valframbert  | ...              | 61250      | 61497     |
| Vingt-Hanaps | ...              | 61250      | 61509     |